# Jean Colin
Jean Colin, francoski general, vojaški zgodovinar in vojaški teoretik, * 1864, † 1917.
1. ↑  podatkovna baza Léonore — ministère de la Culture.
2. ↑  data.bnf.fr: platforma za odprte podatke — 2011.
3. 1 2 3  Nacionalna knjižnica Francije — 1537.